# Narativní terapie

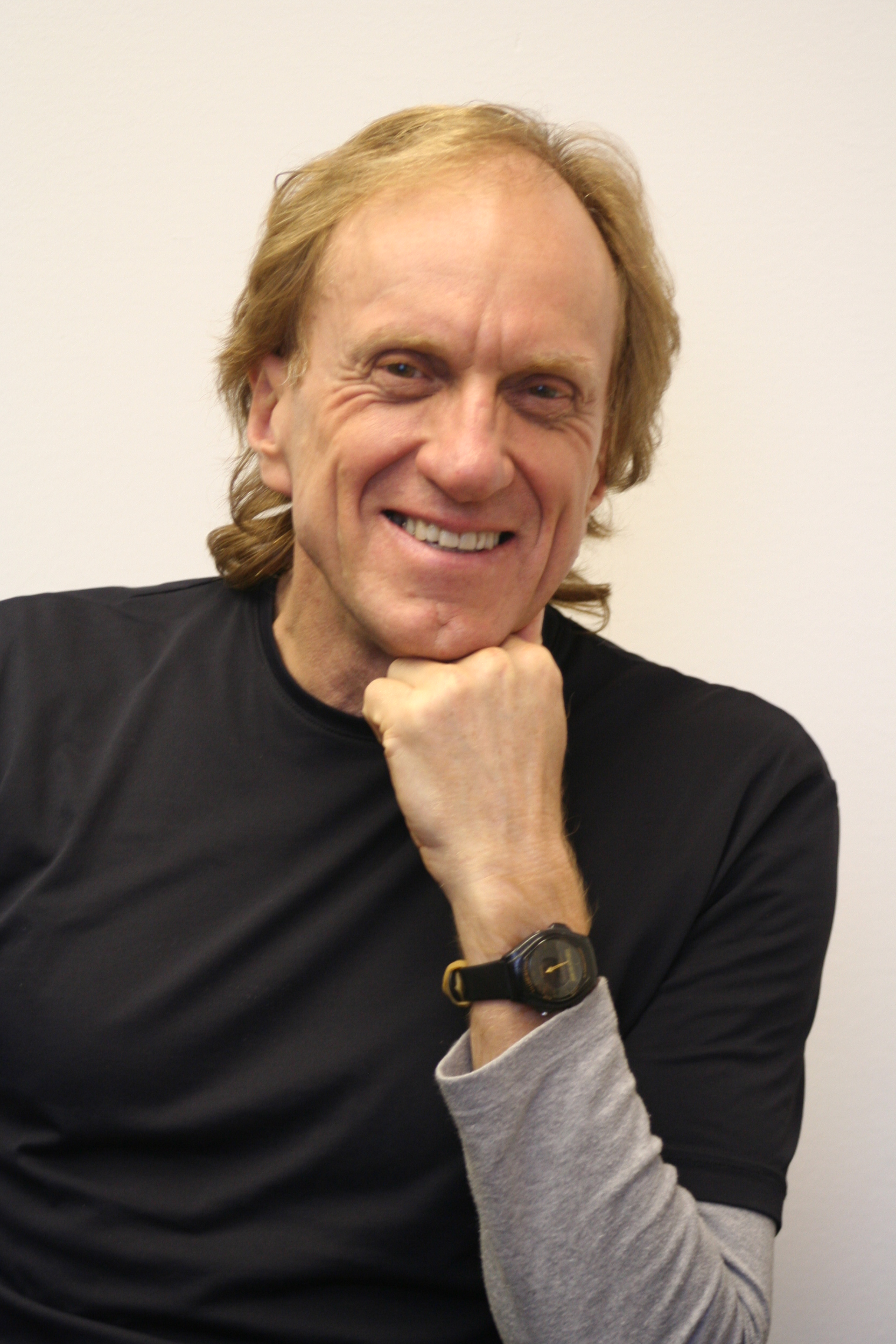
Michael White

Narativní terapie (též narativní praxe) je forma psychoterapie, která se klientovi snaží pomoci identifikovat své hodnoty a dovednosti s nimi spojené. Poskytuje mu uvědomění si svých schopností žít tyto hodnoty, aby díky tomu mohl efektivně čelit současným i budoucím problémům. Terapeut se spolu s klientem snaží vytvořit jeho nový narativ o sobě samém tím, že zkoumá historii jeho hodnot. Narativní terapie je také přístupem k terapeutickým rozhovorům, který se snaží zpochybnit dominantní diskurzy, jež tvarují životy lidí destruktivním způsobem. Zatímco narativní praxe se používá zejména v oblasti rodinné terapie, mnoho autorů a praktiků uvádí, že tyto narativní terapii používají i v komunitní práci, ve školách a ve vysokoškolském vzdělávání. Narativní terapie je někdy spojována s kolaborativní terapií a s na osobu zaměřenou psychoterapií.

## Historie
Narativní terapii vyvinuli během 70. a 80. let 20. století dva sociální pracovníci, Michael White z Austrálie a David Epston z Nového Zélandu. Inspiračními zdroji narativní terapie byli různí filozofové, psychologové a sociologové, jako je Michel Foucault, Jerome Bruner, Lev Semjonovič Vygotskij atd.

## Konverzační mapy

### Re-autorizace identity (Re-authoring identity)
Narativní terapeut se zaměřuje na to, aby pomohl lidem vytvářet takové příběhy o sobě samých (o své identitě), které jsou jim užitečné. Tato „re-autorizace identity“ pomáhá lidem identifikovat jak své hodnoty, tak i dovednosti a znalosti potřebné k žití těchto hodnot. Terapeut k tomu využívá kvalifikované naslouchání a dotazování. Prostřednictvím procesu identifikování historie hodnot v životě jedince jsou terapeut a klient schopni spoluvytvořit nový příběh o dané osobě. 
V tomto přístupu je zásadní příběh (narace), který o sobě lidé vyprávějí a který se o nich vypráví. Příběh jedincovy identity může determinovat, co si myslí, že je pro něj možné.

### Externalizující konverzace
V narativní terapii hraje podstatnou roli koncept identity. Terapie se zaměřuje na to, aby neslučovala identitu osob s problémy, kterým mohou čelit, nebo s chybami, kterých se dopustili. Tento přístup se tak spíše snaží vyhnout modernistickým, esencialistickým představám o já, které vedou lidi k přesvědčení, že existuje nějaké biologicky determinované „pravé já“ nebo „pravá přirozenost“. Právě naopak, podle tohoto přístupu lze identitu (chápanou jako primárně sociální), měnit podle voleb, které lidé činí.
Aby se oddělila identita lidí od jejich problémů, narativní terapie využívá externalizující konverzace. Proces externalizace umožňuje, aby lidé zvážili své vztahy k problémům. Přitom jsou externalizovány i jedincovy silné nebo pozitivní vlastnosti, což lidem umožňuje zapojit se do vytváření a provádění preferovaných identit.
Externalizace klade důraz na pojmenování problému, aby člověk mohl posoudit dopady tohoto problému na svůj život. Klient analyzuje, jak problém působí či funguje v jeho životě, aby si nakonec mohl vybrat svůj vztah k tomuto problému.

### "Prohlášení poziční mapy" (Statement of Position Map)
V narativním přístupu se terapeut snaží adoptovat kolaborativní terapeutickou pozici, spíše než aby vnucoval lidem nápady poskytováním rad. Michael White k tomu vyvinul konverzační mapu zvanou "Prohlášení poziční mapy" (Statement of Position Map) navrženou tak, aby podnítila klientovo vlastní hodnocení problémů a vývoje v jeho životě. Na terapeuta i klienta se zde nahlíží tak, že oba mají cenné informace relevantní pro proces a obsah terapeutického rozhovoru. Tím, že terapeut zaujme postoj zvědavosti a spolupráce, snaží se klientovi předat implicitní zprávu, že již má znalosti a dovednosti k vyřešení problémů, kterým čelí. Když lidé takto sami vyvíjejí řešení svých vlastních problémů na základě svých vlastních hodnot, pak se mohou více zavázat k realizaci těchto řešení.

### Cvičení re-membering
Anglický termín "re-membering" je do češtiny obtížně přeložitelnou slovní hříčkou, proto se mnohdy ani nepřekládá. Lze jej chápat zároveň jako připomínání si (to remember) i jako opětovné začlenění (member = člen; předpona re- = znovu).
Podle narativní terapie jsou identity něco, čeho dosahujeme sociálně, něčím, co vzniká skrze vztahy s ostatními lidi. Praxe zvaná re-membering přitahuje pozornost na ty vztahy, kteří podporují preferovaný příběh jedince o sobě samém, a odpojuje ty, které jej nepodporují.

### Chybějící, ale implicitní
Inspirován dílem Jacquese Derridy (dekonstrukce), Michael White se zajímal o implicitní hodnoty skryté v bolesti lidí, v jejich pocitu selhání a v jejich činech. Lidé často cítí bolest nebo selhání v případech, kdy jsou jejich hodnoty osekány, nebo kdy jejich vztahy a životy nejsou takové, jaké by měly být. Kromě toho jsou zde často "zastavené iniciativy" (stalled initiatives), které lidé přijímají v životě, které se také řídí implicitními hodnotami.

### Mapa svědků zvenčí (outsider witnesses map)
Jedná se o narativní praxi, kdy jsou na konzultaci pozváni "svědci zvenčí". Často jde o přátele konzultující osoby nebo o bývalé klienty terapeuta, kteří mají své vlastní znalosti a zkušenosti s daným problémem. Tento vnější svědek nejdříve pouze naslouchá bez komentáře rozhovoru mezi terapeutem a konzultující osobou.
Následně s ním terapeut i za přítomnosti klienta vede rozhovor o tom, co právě vyslechl. Je však instruován, aby nekritizoval, nehodnotil nebo nečinil proklamace, místo toho má jednoduše říct, jaká fráze nebo jaký obraz mu vytanul na mysli, a následně jaké vidí rezonance mezi jeho vlastními životními zápasy a těmi, kterých byl právě svědkem. Nakonec je "svědek" dotázán, jakým způsobem může vnímat posun v tom, jak sám sebe prožívá od chvíle, kdy poprvé vstoupil do místnosti.
Poté se obdobným způsobem terapeut obrátí na konzultující osobu a vyzpovídá ji, jaké obrazy nebo fráze jí vytanuly v mysli v právě vyslyšeném rozhovoru a co v ní zarezonovalo.
Pro vnější svědky je celá tato konverzace často obohacující. Nicméně pro konzultující osoby jsou výsledky pozoruhodné: zjistí, že nejsou jediní kdo má daný problém. Získají nové představy a znalosti jak o svém problému, tak o zvoleném alternativním směru života. Hlavním cílem narativní terapie je zapojit se do jedincových problémů tím, že poskytne alternativní nejlepší řešení.

## Terapeutické dokumenty
Narativní terapie používá i tvorbu různých druhů dokumentů. Terapeut a klient mohou například společně vytvořit něco jako „Certifikát z úspěšného zvládnutí splínu“, který vypadá jako nějaký oficiální dokument. V některých případech jsou terapeutické poznámky vytvářeny ve spolupráci s klienty, aby poskytovaly dokumentaci a sloužily i jako ukazatel pokroku.

## Sociálně-politický terapeutický přístup
V narativní tereapii je silné uvědomění si dopadu mocenských vztahů v terapeutických rozhovorech. Terapeut má závazek si s klientem zpětně ověřit účinky terapeutických stylů, aby se zmírnil případný negativní účinek jeho neviditelných předpokladů nebo preferencí. Existuje také povědomí o tom, jak sociální narativy, jako je například feminita a maskulinita, mohou negativně ovlivňovat identitu lidí.

### Poruchy příjmu potravy
Narativní terapie přinesla řadu příspěvků na poli poruch příjmu potravy. Narativní terapeuti David Epston, Stephen Madigan a Catrina Brown nejvýrazněji přispěli k tomu, aby se do této problematiky vnesl depatologizující přístup.

### Muži a domácí násilí
Narativní terapie byla také použita při práci s muži, kteří zneužívají či týrají své partnerky. Nejplodnější v této oblasti byli Alan Jenkins a Tod Augusta-Scott. Integrovali sociálně-politickou analýzu násilí a zároveň zapojovali muže uctivým a spolupracujícím způsobem. 

### Komunitní práce
Narativní terapie byla vyzkoušena také v různých komunitních prostředích. Zejména cvičení zvané „strom života“ bylo použito k mobilizaci komunit, aby mohly jednat podle svých vlastních hodnot. Jedná se o poměrně jednoduchou metaforu stromu, pomocí které si má osoba či komunita uvědomit, co jsou její vlastní kořeny, kmen, větve, půda, květy, plody atp.

## Kritika
Bylo vzneseno několik formálních kritik narativní terapie ohledně toho, co může být viděno jako její teoretické a metodologické nesrovnalosti. 
- Narativní terapie byla kritizována za to, že zastává sociální konstrukticionismus, tedy přesvědčení, že neexistují žádné absolutní pravdy, ale pouze společensky schválené úhly pohledu, a že narativní terapeuti jednoduše upřednostňují klientovy obavy z „dominujících“ kulturních příběhů. [20][21]
- Několik kritiků vyjádřilo obavy, že narativní terapie ze svých vůdců udělala guru. Zejména v tom smyslu, že její přední zastánci mají tendenci být k většině ostatních druhů terapie příliš přísní. [20][21]
- Narativní terapie je také kritizována za nedostatek klinických a empirických studií, které by potvrdily její mnohá tvrzení.[22] Etchison & Kleist (2000) uvedli, že zaměření narativní terapie na kvalitativní výsledky není v souladu s rozsáhlejším kvantitativním výzkumem a zjištěními, které dnes využívá většina respektovaných empirických studií. To vedlo k nedostatku výzkumného materiálu, který by mohl podpořit tvrzení zastánců narativní terapie o její účinnosti.[22]